# Huntingdon and Peterborough
Huntingdon and Peterborough – byłe hrabstwo w Anglii, istniejące w latach 1965-1974.